# 石動曳山祭
石動曳山祭（いするぎひきやままつり）は富山県小矢部市石動地区（旧 石動町）にて、毎年4月29日に行われる江戸時代中期より続く石動愛宕神社の春季祭礼であり、小矢部三大祭の一つである。3基の神輿渡御・11基の曳山供奉が行われる。以前は4月23日〜25日に行われていた。

## 概要
11基の曳山が小矢部市中心部で江戸時代は今石動といわれた石動市街地（石動駅北側）を、各町揃いの法被姿の若衆によって曳き回される。御坊町の曳山が1752年（宝暦2年）に創設されたのが始まりといわれ、寛政・文化・文政期に多くの曳山が作られ、その後現在の姿になった。
午後3時に愛宕神社の御旅所がある、小矢部市商工会館前に花山山車11基が勢ぞろいし午後3時半過ぎに出発、午後5時ごろに廻向寺前に再び11基が並び、提灯花山となって商工会館前に向かい、午後6時30分頃より午後8時まで、商工会館前にて三度勢ぞろいした提灯花山11基がライトアップされ、通常観光客が上がれない曳山への試乗体験なども行われる。2017年（平成29年）の祭礼より、あいの風とやま鉄道石動駅前通りでも11基の勢ぞろいを行っている。
また以前は、新町、川原町（現 今石動町1丁目）、鍛冶町（中下飯田鍛冶町）、越前町、福町2丁目、福町3丁目の6町が歌舞伎山車を、細工町、福町1丁目、川岸町の3町（昔は越前町を含め4町）が庵屋台を曳き出していた。しかし、三味線や浄瑠璃方の担い手の減少により、徐々に曳かれなくなり、歌舞伎山車は川原町が1967年（昭和42年）まで、庵屋台は細工町が昭和40年代中頃まで曳き出していたがその後途絶え、現在祭礼では全く曳き出されていない。ただし歌舞伎山車は鍛冶町が1971年（昭和46年）に、歌舞伎山車の上で歌舞伎を行ったという記録もあり定かではない。
11基の曳山は1980年（昭和55年）8月1日、川原町（現 今石動町1丁目）の歌舞伎山車は1988年（昭和63年）6月20日に、小矢部市の有形民俗文化財に指定されている。また2006年（平成18年）には、「とやまの文化財百選（とやまの祭り百選部門）」に選定されている。
2020年（令和2年）4月5日、新型コロナウイルス感染症の拡大を受け、関係諸団体はこの年の曳山の巡行などの中止を決定した。翌2021年（令和3年）も曳山の巡行を中止とし、各曳山の祭神展示のみの予定である。

## 神輿
3基 - 駅前・上野本（うわのほん）・城山町（しろやままち）

## 曳山
11基の曳山は高さ約5.9m〜6.5mで、高岡御車山と同じように地車に鉾柱（心柱）を立て花傘を付けた花山（花鉾山）車である。上山と下山の二層構造で鉾柱（心柱）の周りに赤・白・黄3色の造花で出来た菊の花を付けた割竹を放射状に広げた花傘の鉾山だか、他の富山県西部の花山車が鉾柱（心柱）が中央にあり、御神体が心棒後方に置かれるのに対し、石動の山車は鉾柱（心柱）が後方にあり祭神といわれる御神体がその前方に供えられる。鉾柱（心柱）の先端には標識（だし）といわれる鉾留が付いている。また今町の曳山には相座としてあやつり人形が供えられている。下山には幔幕（まんまく）が張られている。車輪は4輪の大八車（外車）様式で、直径は1.3〜1.4mである。

### 御坊町（ごぼうまち）
- 創建: 1752年（宝暦2年）
- 標識（だし）: 鼓と笛
- 祭神: 千枚分銅（せんまいぶんどう）、前に鳥居を構える
- 鏡板: 尉（じょう）と姥（うば）
  - 創建がもっとも古く城端町（現 南砺市）大工町で造られたが、その時点で本体の塗りは行われておらず、塗りが完成したのは1774年（安永3年）である。高さ約6.5m[8]

### 南上野町（みなみうわのまち）
- 創建: 1789年（寛政元年）
- 標識（だし）: 錨（いかり）
- 祭神: 猩々（しょうじょう） 1818年（文化15年）作
- 鏡板: 竹林の七賢人

### 北上野町（きたうわのまち）
- 創建: 1798年（寛政10年）
- 標識（だし）: 打出の小槌
- 祭神: 関羽
- 鏡板: 聖賢と瓢（ひさご）を覗く唐子
- 幕: 富士羽衣鶴千載

### 上新田町（かみしんでんまち）
- 創建: 1806年（文化3年）
- 標識（だし）: 千成ひょうたんと芭蕉葉
- 祭神: 弁財天
- 鏡板: 竹に虎と唐人
- 幕: 竹生嶋模様
  - 欄干（高欄〔こうらん〕）が二重欄干である。

### 中新田町（なかしんでんまち）
- 創建: 1804年〜（文化年間）
- 標識（だし）: 唐冠
- 祭神: 応神天皇（おうじんてんのう）と武内宿祢
- 鏡板: すさのおの尊の大蛇（おろち）退治
- 幕: 唐冠と笛（刺繍）

### 下糸岡町（しもいとおかまち）
- 創建: 1823年（文政6年）
- 標識（だし）: あげ羽蝶
- 祭神: 大黒天
- 鏡板: 聖賢像
  - 創建時は太鼓山車だったが、1900年（明治33年）に花山車に造り変えられた。

### 柳 町（やなぎまち）
- 創建: 1828年（文政11年）
- 標識（だし）: 笹竜胆（ささりんどう）
- 祭神: 寿老人
- 鏡板: 聖賢

### 博労町（ばくろうまち）
- 創建: 1833年（天保4年）
- 標識（だし）: 神子鈴
- 祭神: 住吉明神
- 鏡板: 唐美人と従者
- 幕: 龍（刺繍）
  - 上山前部には菊紋章を舳先につけた舟が飾られている。

### 紺屋町（こんやまち）
- 創建: 1834年（天保5年）
- 標識（だし）: 桐葉3枚に分銅
- 祭神: 恵比須
- 鏡板: 黄石公（こうせきこう）と張良（ちょうりょう）
  - 1845年（弘化2年）に補修された。

### 下新田町（しもしんでんまち）
- 創建 1856年（安政3年）ころ
- 標識（だし） 太鼓に鶏
- 祭神 毘沙門天
- 鏡板 尭王に麒麟
  - 鏡板が1856年（安政3年）に製作されており、曳山もその頃に出来たといわれている。
  - 2004年（平成16年）に高欄と下山を木曾檜を使用して彫り直し新調した。

### 今 町（いままち）
- 創建: 1857年（安政4年）ころ
- 標識（だし）: 千枚分銅
- 祭神: 布袋
- 相座: 童子のでんぐり返し人形（あやつり人形）
- 鏡板: 聖賢五人
  - 11基の曳山の内、唯一糸あやつり人形が相座として乗せられている。人形の背丈は1.1m
  - あやつり人形の頭部に1857年（安政4年）と作者名の墨書きがあり、曳山はこれ以前に製作されていたのではないかと考えられている。

## 安永の曳山車騒動
詳細は高岡御車山祭の項「安永の曳山車騒動と津幡屋与四兵衛」を参照
安永の曳山車騒動は、1775年（安永4年）に高岡（御車山）と、放生津（新湊）曳山（放生津）との間におこった車輪（曳山車）を巡る騒動で、「今後高岡と類似した曳山車は曳き出してはならぬ。しかし地車であれば許可する。」とのお触れが出たことにより、その後の加賀（主に現在の富山県西部）、越中各地の曳山祭りならびに曳山の発展に多大な影響を与えた大事件である。石動ではこの騒動で、曳山創設から歴史が短いとの理由で、暫らくの間曳山祭りは中止に追い込まれた。

## 歌舞伎山車と庵屋台
現在祭礼では曳き回されていない歌舞伎山車の、新町、川原町（現 今石動町1丁目）、鍛冶町（中下飯田鍛冶町）、越前町、福町2丁目、福町3丁目の6町の内、越前町の歌舞伎山車は1933年（昭和8年）まで、新町は1955年（昭和30年）まで、現在唯一曳き出すことのできる川原町の歌舞伎山車は、宝暦年間（1751～1764年）に創建された内車3輪の山車で、1967年（昭和42年）まで子供歌舞伎が行われていたことがわかっている。鍛冶町の歌舞伎山車は江戸末期より始められ、1971年（昭和46年）まで曳き出されたとされる。
庵屋台は、細工町、福町1丁目、川岸町の3町（昔は越前町を含め4町）の内、細工町が昭和40年代中頃まで曳きだしていた。
鍛冶町（中下飯田鍛冶町）の歌舞伎山車は、小矢部市市制30周年記念の1992年（平成4年）に曳き回し、2002年（平成14年）に組み立てて展示、2017年（平成29年）には組立て技術を継承したいと若手住民から声が上がり、同年4月22、23日の2日間を掛け組み立て、4月24日から祭礼当日の29日まで町内の道林寺境内にて展示された。
小矢部市有形民俗文化財に指定されている川原町（現 今石動町1丁目）の歌舞伎山車は、1997年（平成9年）に組立てられて以来14年ぶりに組立て技術を継承しようと、2011年（平成23年）7月16日に組立てられ、翌17日18時より町内を曳き回した。なお、鏡板は1850年（嘉永3年）に制作された、井波彫刻中興の祖初代岩倉理八の作で、高さ80cm、幅190cmである。
また2016年（平成28年）の祭礼には、これまで長い間山蔵に収蔵されていた新町の歌舞伎山車、新町の庵屋台、越前町の歌舞伎山車の装飾彫刻をそれぞれの山蔵とともに公開した。また市内中心部の施設では、歌舞伎山車や庵屋台の写真や子供歌舞伎の台本などが展示された。なお、新町歌舞伎山車の鏡板は、1895年（明治28年）に制作された、井波彫刻師初代大島五雲の作である。